# Монастырь Подластва
Монастырь Подластва (серб. Манастир Подластва) — женский монастырь Сербской православной церкви, расположенный на территории общины Будва (Черногория). Предполагается, что монастырь был построен по указу царя Душана Сильного в 1350 году на месте раннехристианской церкви, возведённой в V века. Упоминается в документах за 1417 год.

## История и описание
В начале XIV века царь Стефан Урош II Милутин передал регион Грбаль городу Котору. В 1350 году здесь, по указу царя Душана Сильного, был основан мужской монастырь Богородицы. Монастырь впервые упоминается в письменных документах за 1417 год. Устав монастыря в Грбале был написан в 1427 году. В последующие века монастырь постоянно подвергался грабежам и разрушениям во время серии восстаний местных жителей: в частности, вероятно монастырский комплекс был полностью разрушен в 1452 году.
Монастырь был восстановлен в 1700 году: он стал православным духовным центром региона, располагая обширной библиотекой. Во время Наполеоновских войн митрополит Пётр I Петрович вёл в стенах монастыря переговоры с французской армией. Монахом и настоятелем монастыря в 1867—1869 годах являлся будущий митрополит Митрофан Бан. Австрийские солдаты сожгли комплекс в 1869 году во время Бокинского восстания (Бокељски устанак) 1869 года. Комплекс зданий был вновь восстановлен в 1874 году, но значительно пострадал во время Первой мировой войны. В межвоенный период монахи заселили восстановленные здания в 1936 году. Затем монастырь был разрушен землетрясением 1979 года, которое разрушило и церковные фрески XV—XVII веков, но отстроен заново. В 1996 году монастырь стал женской обителью.